# 贡山肋毛蕨
贡山肋毛蕨（学名：Ctenitis fengiana），为叉蕨科肋毛蕨属下的一个植物种。